# La Carte forcée
Pour l’article homonyme, voir La Carte forcée (film, 1925).
Pour plus de détails, voir Fiche technique et Distribution.
La Carte forcée est un court métrage français réalisé par André Hugon, sorti en 1935. 

## Fiche technique
- Titre original : La Carte forcée
- Réalisation : André Hugon
- Scénario : Georges Fagot
- Musique : Jacques Janin
- Société de production : Films André Hugon
- Pays d'origine : France
- Format : Noir et blanc
- Genre : court métrage
- Durée : 20 minutes
- Date de sortie : 1935

## Distribution
- Raoul Marco
- Pierre Bertin
- Pierre Larquey
- Lucette Desmoulins
- Oléo
- Germaine Michel